# Cirque Olympique

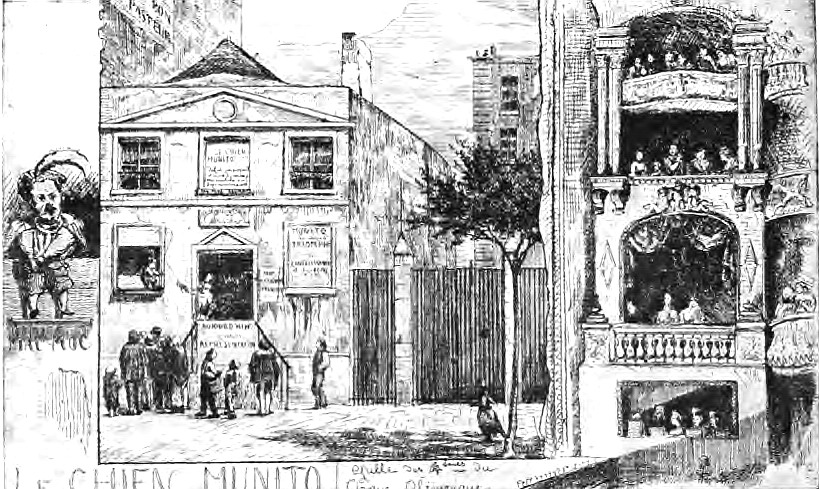
Cirque Olympique, 2. Gebäude mit Werbung für den Hund Munito

Der Cirque Olympique war eine Zirkus-Institution im 19. Jahrhundert in Paris. Er wurde von einer aus Venedig stammenden Kunstreiter-Familie namens Franconi geleitet. Der Cirque Olympique wurde nacheinander von drei Gebäuden beherbergt.

## Erstes Gebäude

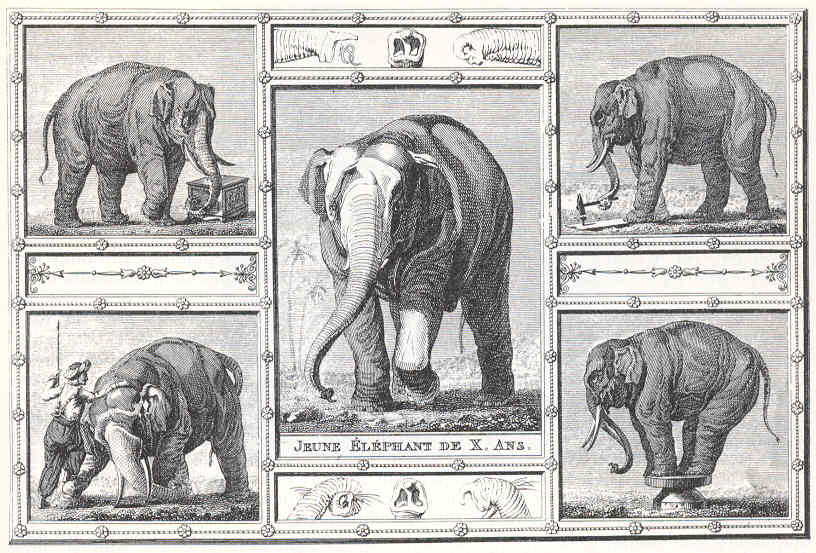
Der Elefant Baba im Cirque Olympique der Franconis, 1816

Antoine Franconi hatte zusammen mit Philip Astley, dem Londoner „Erfinder“ des Zirkus, das Amphithéâtre Anglais in Paris seit 1782 aufgebaut. Die Folgen der Französischen Revolution zwangen Astley, das Unternehmen 1793 an Franconi zu verkaufen. Franconis Söhne Laurent und Henri konnten dem Verbot ihrer Zirkus-Aktivitäten in der Folge des napoleonischen Theaterdekrets von 1807 entgehen, indem sie erfolgreich argumentierten, dass Zirkus gar kein Theater sei. Mit der Geburtsstunde des Cirque Olympique war der Zirkus vom Theater getrennt. Trotzdem blieben theaterähnliche Vorstellungen noch lange Zeit Bestandteil der Zirkusprogramme.
Das erste Gebäude stand an der Rue Saint-Honoré im Garten des Kapuzinerklosters und wurde von 1807 bis 1816 genutzt. Hier produzierten die Franconi-Brüder ein herkömmliches Zirkusprogramm mit dem Schwergewicht auf der Pferdedressur, aber auch, wie damals im Zirkus üblich, Spektakelstücke und Pantomimen. Darin wurde ab 1807 ein Elefant namens Baba berühmt. Ein weißer Hirsch namens Coco war Hauptdarsteller von Dramen wie Acteon changé en Cerf (1811) von Jean Baptiste Augustin Hapdé oder Le pont infernal (1812) von Henri Franconi. Höhepunkt dieser Stücke war eine Treibjagd mit Hunden durch bemalte Kulissen, die den dressierten Hirsch auf die Probe stellte.

## Zweites Gebäude
Der zweite Saal befand sich in den Jahren zwischen 1817 und 1826 in der rue du Faubourg du Temple im ehemaligen Amphitheater von Philip Astley. 1825 wurde hier das Pferdedrama Mazeppa nach Lord Byron aufgeführt, das in ganz Europa kopiert wurde. Das Holzgebäude wurde am 16. März 1826 durch einen Brand anlässlich des pyrotechnischen Spektakels L’Incendie des Salins zerstört. („Der Brand von Salins-les-Bains 1825“ – es war üblich, aktuelle Katastrophen im Theater nachzubilden.)

## Drittes Gebäude

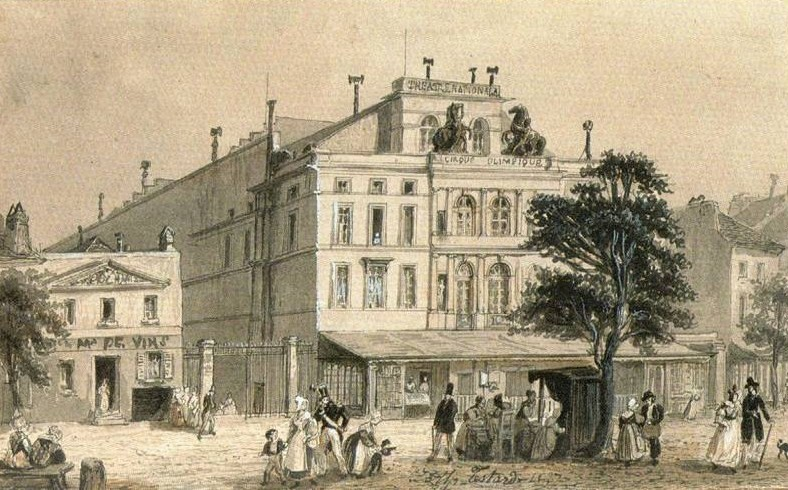
Cirque Olympique, 3. Gebäude, Boulevard du Temple, Paris

Das dritte, aus Stein errichtete Gebäude wurde am Boulevard du Temple 1827 eröffnet und bestand dort bis zum Abriss des Theaterviertels 1862. Der Cirque Olympique stand als nordwestlichstes Gebäude in einer Reihe mit dem Théâtre des Folies-Dramatiques, dem Théâtre de la Gaîté und dem Théâtre des Funambules, den sogenannten Pariser Boulevardtheatern. Das Theater hatte die Form eines Parallelogramms. Das Dach war aus Gusseisen, die Bühne konnte bereits durch einen Eisernen Vorhang vom Zuschauerraum isoliert werden. Statt eines Parketts gab es eine Manege für Reiterspiele. Es gab drei Reihen von Logen und vier Galerien. 1841 fasste der Saal 1800 Personen.
Hier wurden Schlachtengemälde als Pferdetheater aufgeführt, die Napoleon Bonaparte noch nach der Julirevolution von 1830 verherrlichten, ohne dass man ihn jedoch nennen durfte. Das zweite Standbein des Theaters waren große Feerien. Die Pantomime Les lions de Mysore markierte 1831 den Anfang der Raubtierdressur im Zirkus, wozu die Brüder Franconi den Dompteur Henri Martin engagierten. Auch der phänomenale Clown und Akrobat Jean-Baptiste Auriol wirkte hier.
1835 bezog Laurent Franconi den Kunstreiter François Baucher in die Direktion mit ein. Das Haus wurde aufgrund wirtschaftlicher Probleme 1847 verkauft. Nach dem Ende der Februarrevolution 1848 eröffnete es der Komponist Adolphe Adam als Opernhaus, konnte es jedoch nicht mehr mit Publikum füllen.
Laurent und Henri Franconi starben beide 1849 als Opfer einer Choleraepidemie.

## Cirque d’été

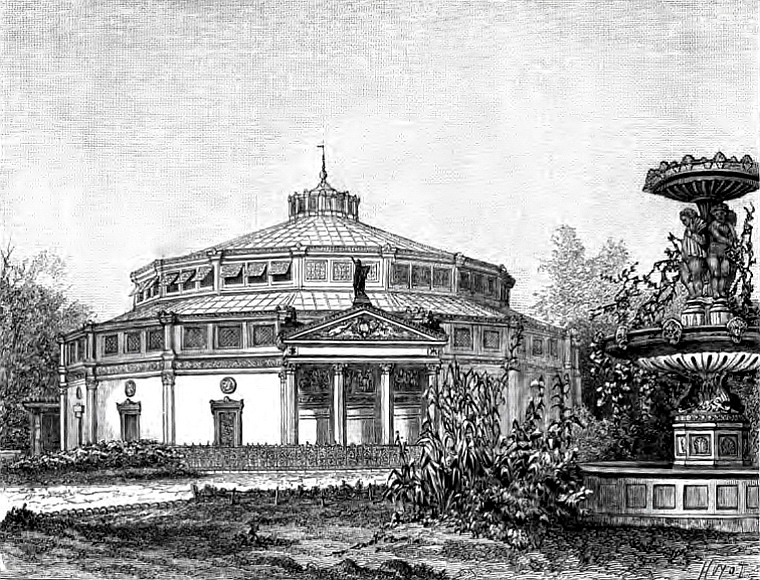
Cirque d’été seit 1841

Während der Sommerzeit fanden die Aufführungen seit 1835 in einem leichteren, runden Zirkusgebäude aus Holz an der Avenue des Champs-Élysées statt, das ebenfalls Cirque Olympique genannt wurde. Es wurde von Henris Sohn Adolphe Franconi zusammen mit Louis Dejean geleitet. 1841 wurde es nach Plänen von Jakob Ignaz Hittorff durch ein steinernes Gebäude mit dem Namen Cirque d’été ersetzt. 1844–45 dirigierte Hector Berlioz hier aufgrund der guten Akustik eine Reihe großer Orchesterkonzerte.
Als Ersatz für die Winterspielstätte am Boulevard du Temple wurde 1852 der Cirque d’hiver gebaut.